# أندرو شميت (لاعب كرة قاعدة)
أندرو شميت (بالإنجليزية: Andrew Schmidt)‏ هو لاعب كرة قاعدة أمريكي، ولد في 2 سبتمبر 1986.